# 서피스 네오
서피스 네오(Suface Neo)는 마이크로소프트가 2019년 10월 2일에 공개했지만 출시되지 않은 태블릿이다.